# Notoxus politus
Notoxus politus es una especie de coleóptero de la familia Anthicidae.

## Distribución geográfica
Habita en Texas (Estados Unidos).